# Rimitarakarekiet
De rimitarakarekiet (Acrocephalus rimitarae) is een zangvogel uit de familie Acrocephalidae (rietzangers).  De vogel werd in 1929 door een Amerikaanse (samen met  een Australische) vogelkundige beschreven als Conopoderas vaughani rimitarae, als ondersoort van de pitcairnkarekiet (A. vaughani). Deze soort is een voor uitsterven kwetsbare, endemische soort karekiet op de Australeilanden, die tot Frans-Polynesië behoren.

## Kenmerken
De vogel is 17 cm lang, het is een vrij grote karekiet (iets kleiner dan de grote karekiet) met een relatief korte snavel. De vogel is van boven olijfbruin en van onder geelachtig wit. Hij heeft een geelachtige wenkbrauwstreep en een donkere oogstreep, het oog is donker, de snavel is van boven donker en bleek hoornkleurig van onder en de poten zijn grijs.

## Verspreiding en leefgebied
Deze soort is endemisch op het eiland Rimatara (Australeilanden, Frans-Polynesië). In 1989 was het nog een algemene, op het eiland wijd verspreid voorkomende vogel van zowel rietvelden als in ondergroei van een groot aantal typen natuurlijk bos, maar ook in kokospalmplantages.

## Status
De rimitarakarekiet heeft een klein verspreidingsgebied en daardoor is hij kritiek bedreigd (voor uitsterven). De grootte van de wereldpopulatie werd in 2004 geschat op 675 individuen. Latere schattingen gaan uit van hogere aantallen volwassen vogels (600 tot 2600). Bij de aanleg van een vliegveld is echter meer dan een derde van het natuurlijke bos vernietigd. Verder zijn er verwilderde katten en andere exoten op het eiland die schadelijk zijn voor broedende vogels. Om deze redenen staat deze vogelsoort als ernstig bedreigd op de Rode Lijst van de IUCN.